# Самохваловка
Самохва́ловка (рос. Самохваловка, башк. Самохваловка) — присілок у складі Башкортостану, Росія. Входить до складу Уфимського міського округу, Калінінського району міста Уфа.
Населення — 39 осіб (2010, 43 у 2002).
Національний склад:
- росіяни — 61 %
- татари — 30 %